# Матчи претенденток
Матчи претенденток — этап соревнований на первенство мира по шахматам, где выявляется претендентка на матч с чемпионкой мира; введён ФИДЕ (1968) вместо турнира претенденток. Матчи претенденток проводились в 1971—1985; всего 5 раз. Проводились по олимпийской системе. Четвертьфинальные матчи разыгрывались из 10 партий (1977—1984), полуфинальные — из 12, финальные — из 14 (1971—1984). В случае ничейного результата в матче игрались 2 дополнительные партии; если они не выявляли победительницу, матч продолжался до 1-го выигрыша. Матчи претенденток вновь заменены турнирами претенденток на конгрессе ФИДЕ в Маниле (1983). 

## Победительницы финалов матчей претенденток
- А. Кушнир (1971)
- Н. Александрия (1975 и 1981)
- М. Чибурданидзе (1978)
- И. Левитина (1984)